# Paulos Vasileiou
Paulos Vasileiou (in greco Παύλος Βασιλείου?; 28 dicembre 1940) è un ex calciatore greco naturalizzato cipriota, di ruolo centrocampista.

## Carriera

### Club
Ha giocato diverse stagioni nella massima serie del campionato greco con l'Olympiakos.

### Nazionale
Ha giocato sia con la nazionale greca che successivamente con quella cipriota.

## Palmarès

### Club

#### Competizioni nazionali
- Campionato greco: 2

Olympiakos: 1965-1966, 1966-1967
- Coppa di Grecia: 4

Olympiakos: 1960-1961, 1962-1963, 1964-1965, 1967-1968

#### Competizioni internazionali
- Coppa dei Balcani: 1

Olympiakos: 1961-1963